# Bjała czerkwa
Bjała czerkwa (bułg. Бяла черква) – miasto w Bułgarii, w obwodzie Wielkie Tyrnowo i gminie Pawlikeni. W 2019 roku liczyło 1 665 mieszkańców.